# Yakovlev Yak-26
Yakovlev Yak-26 là một phiên bản máy bay ném bom chiến thuật của Yakovlev Yak-25 (tên ký hiệu của NATO: 'Flashlight') được Liên Xô phát triển vào năm 1954. Dù nó có vẻ bề ngoài giống như Yak-25, nhưng phần mũi làm bằng kính cho một sĩ quan hoa tiêu/cắt bom đã thay thê cho mái che radar ở Yak-25, số lượng phi đoàn cũng tăng lên con số 3. Pháo Nudelman N-37 được thay thế băng 4 khẩu NR-23 23 mm, và khoang chứa vũ khí trong thân mang được 1.000 kg bom. Bom bổ sung có thể được gắn vào các điểm treo dưới cánh.
Nó xuất hiện trước công chúng lần đầu tiên vào 24 tháng 6 năm 1956, nhưng chỉ 10 chiếc được chế tạo, và loại máy bay này không được đưa vào phục vụ trong biên chế.

## Thông số kỹ thuật

### Đặc điểm riêng
- Phi đoàn: 3
- Chiều dài: 17.16 m (56 ft 3 in)
- Sải cánh: 10.96 m (35 ft 11 in)
- Chiều cao: n/a
- Diện tích : 29 m² (312 ft²)
- Trọng lượng rỗng: 7.295 kg (16.083 lb)
- Trọng lượng cất cánh: 11.200 kg (24.684 lb)
- Trọng lượng cất cánh tối đa: 11.500 kg (25.353 lb)
- Động cơ: 2× Tumansky RD-9 AK, lực đẩy 19.6 kN (4.400 lbf) mỗi chiếc

### Hiệu suất bay
- Vận tốc cực đại: 1.200 km/h (750 mph)
- Tầm bay: 2.200 km (1.375 miles)
- Trần bay: 16.000 m (52.480 ft)
- Vận tốc lên cao: n/a
- Lực nâng của cánh: 386 kg/m² (79 lb/ft²)
- Lực đẩy/trọng lượng: 0.36

### Vũ khí
- 4 x pháo 23 mm Nudelman NR-23, 1.200 viên đạn
- Bom trong khoang ở thân và các điểm treo dưới cánh.

## Nội dung liên quan

### Máy bay có cùng sự phát triển
- Yakovlev Yak-25
- Yakovlev Yak-27
- Yakovlev Yak-28